# Campeonato Internacional de Tênis de Campinas 2025
Il Campeonato Internacional de Tênis de Campinas 2025 è stato un torneo maschile di tennis professionistico. È stata la 14ª edizione del torneo, facente parte della categoria Challenger 75 nell'ambito dell'ATP Challenger Tour 2025, con un montepremi di 100 000 $. Si è giocato dal 31 marzo al 6 aprile 2025 sui campi in terra rossa del Sociedade Hípica de Campinas di Campinas, in Brasile.

## Partecipanti

### Teste di serie
| Nazionalità | Giocatore           | Ranking* | Testa di serie |
| ----------- | ------------------- | -------- | -------------- |
| Cile        | Tomás Barrios Vera  | 149      | 1              |
| Argentina   | Facundo Mena        | 186      | 2              |
| Argentina   | Andrea Collarini    | 198      | 3              |
| Perù        | Juan Pablo Varillas | 236      | 4              |
| Francia     | Enzo Couacaud       | 239      | 5              |
| Cile        | Matías Soto         | 244      | 6              |
| Ecuador     | Álvaro Guillén Meza | 257      | 7              |
| Perù        | Gonzalo Bueno       | 264      | 8              |

* Ranking al 17 marzo 2025.

### Altri partecipanti
I seguenti giocatori hanno ricevuto una wild card per il tabellone principale:
- Gustavo Albieri
- Gustavo Ribeiro de Almeida
- Eduardo Ribeiro

I seguenti giocatori sono entrati in tabellone come alternate:
- Mariano Kestelboim
- José Pereira

I seguenti giocatori sono passati dalle qualificazioni:
- Daniel Antonio Núñez
- Conner Huertas del Pino
- Yuki Mochizuki
- Enzo Camargo Lima
- Ignacio Monzón
- Maximus Jones

## Punti e montepremi
| Torneo    | Torneo              | V     | F     | SF    | QF    | 2T    | 1T  | Q | Q2  | Q1  |
| Singolare | Punti               | 75    | 44    | 22    | 12    | 6     | 0   | 4 | 2   | 0   |
| Singolare | Premi in denaro ($) | 9 880 | 5 820 | 3 450 | 2 000 | 1 165 | 720 | – | 360 | 185 |
| Doppio    | Punti               | 75    | 44    | 22    | 12    | –     | 0   | – | –   | –   |
| Doppio    | Premi in denaro ($) | 4 250 | 2 450 | 1 480 | 880   | –     | 500 | – | –   | –   |

## Campioni

### Singolare
Tomás Barrios Vera ha sconfitto in finale  Álvaro Guillén Meza con il punteggio di 6–4, 6–3.

### Doppio
Mariano Kestelboim /  Gonzalo Villanueva hanno sconfitto in finale  Seita Watanabe /  Takeru Yuzuki con il punteggio di 6–2, 7–6(5).